# Ciprus az 1994. évi téli olimpiai játékokon
Ciprus a norvégiai Lillehammerben megrendezett 1994. évi téli olimpiai játékok egyik részt vevő nemzete volt. Az országot az olimpián 1 sportágban 1 sportoló képviselte, aki érmet nem szerzett.

## Alpesisí
Női
| Versenyző        | Versenyszám            | Eredmény | Helyezés |
| ---------------- | ---------------------- | -------- | -------- |
| Karolína Fotiádu | Szuperóriás-műlesiklás | 1:43,97  | 46.      |